# James Schwarzenbach

James Schwarzenbach (1970)

James Schwarzenbach (1970)

James Eduard Schwarzenbach (* 5. August 1911 in Rüschlikon; † 27. Oktober 1994 in St. Moritz) war ein zuerst rechtsextremer, später rechtspopulistischer Schweizer Publizist und Politiker (Republikanische Bewegung bzw. Nationale Aktion). Vom 4. Dezember 1967 bis zum 1. März 1979 vertrat er den Kanton Zürich im Nationalrat.

## Herkunft und Beruf
James Schwarzenbach entstammte einer protestantischen Textilindustriellenfamilie aus dem Kanton Zürich. Die antifaschistische Schriftstellerin Annemarie Schwarzenbach war seine Cousine, ihre Mutter Renée Schwarzenbach-Wille seine Tante. 1933 konvertierte er unter dem Einfluss des rechtskonservativen Freiburger Intellektuellen Gonzague de Reynold zum  Katholizismus. Eine wichtige Rolle dabei dürfte auch der Zürcher Jesuitenpater Richard Gutzwiller gespielt haben, der als Studentenseelsorger in Zürich arbeitete. Schwarzenbach erwähnt ihn namentlich in seinen Tagebüchern.
1947 übernahm er den katholisch ausgerichteten Thomas-Verlag in Zürich, der auch antisemitische Schriften vertrieb. Mit den Enthüllungen "Ich wählte die Freiheit" des abgesprungenen Sowjetbeamten Wiktor Andrejewitsch Krawtschenko gelang Schwarzenbach 1947 ein Bestseller. Der Erfolg veranlasste ihn zu Vortragsreisen, auf denen er seinen Ruf als Antikommunist festigte. 1957 bis 1961 arbeitete er als Chefredaktor der "Zürcher Woche". 1963 bis 1964 leitete er die Zeitung "Republikaner". Gleichzeitig war er als aussenpolitischer Redaktor am "Rhein. Merkur" und als Verlagsleiter tätig. Schwarzenbach verfasste die politischen Schriften "Die Stunde des Bürgertums" (1953), "Dolch oder Degen" (1964) und "Die Überfremdung der Schweiz - wie ich sie sehe" (1974) sowie die Heimatromane "Regimentsarzt" (1965) und "Belle Epoque" (1967).
1949 ehelichte er Alice Bühler, die Tochter des FDP-Kantonsrats Adolf Bühler und Schwester des FDP-Nationalrats René Bühler.

## Politik
In seiner Jugend war Schwarzenbach Mitglied der Nationalen Front, welche die nationalsozialistische Ideologie verherrlichte. Aktenkundig ist ein Vorfall vom 16. November 1934 in Zürich, als Schwarzenbach mit einer Gruppe von Frontisten eine Vorführung des Cabarets Pfeffermühle störte. Es sei Zeit zu zeigen, dass für Emigranten und Juden, die das Gastrecht missbrauchten, in der Schweiz kein Platz sei. Zudem war er ein Verehrer des spanischen Diktators Franco. Dies brachte er auch nach Aussagen von Familienmitgliedern zum Ausdruck. In einem undatierten Fernsehinterview sagte Schwarzenbach sinngemäss: In der Schweiz bin ich Demokrat. Würde ich in Spanien leben, so wäre ich Faschist". Später wurde er Parteichef der Nationalen Aktion. Von den Wahlen 1967 bis 1979 gehörte er dem Nationalrat an und war 1971 bis 1974 Fraktionspräsident. 1971 gründete er die Republikanische Partei der Schweiz.

### Schwarzenbach-Initiative gegen Überfremdung
Mit der Nationalen Aktion gegen die Überfremdung von Volk und Heimat lancierte er 1968 die sogenannte «Schwarzenbach-Initiative». Er wollte die Schweiz vor «Überfremdung» schützen, indem der Anteil ausländischer Bevölkerung in jedem einzelnen Kanton die 10-Prozent-Hürde nicht hätte überschreiten dürfen. Genf wäre die einzige Ausnahme gewesen, wo ein Anteil von 25 Prozent Ausländern erlaubt gewesen wäre. Der Abstimmungskampf 1970 verlief sehr emotional und riss zum Teil tiefe Gräben auf. Wäre die Initiative angenommen worden, hätten 300'000 bis 400'000 Menschen ausgewiesen werden müssen.
Schwarzenbach galt als hervorragender Redner und erster Schweizer Politiker, der die Strategie des Rechtspopulismus auszuspielen verstand. Er präsentierte sich gern als Einzelkämpfer. An den meisten Podiumsdiskussionen zu seiner Initiative trat er als einziger Befürworter auf. Das Begehren wurde am 7. Juni 1970 mit 54 Prozent Nein- zu 46 Prozent Ja-Stimmen abgelehnt, wobei es in 7 Ständen (6 Kantone und 2 Halbkantone) eine Ja-Mehrheit gab.

## Rezeption und Einflüsse
Die Familie Schwarzenbach ist auch Gegenstand  eines dokumentarischen Romans der Schweizer Autorin Eveline Hasler aus dem Jahr 2015: Stürmische Jahre: Die Manns, die Riesers, die Schwarzenbachs.
Im Zusammenhang mit der Initiative "Gegen Masseneinwanderung"  entstand der Dokumentarfilm "Gegen das Fremde – Der lange Schatten des James Schwarzenbach" der im SRF 1 (2014) ausgestrahlt wurde.

## Nachlass
James Schwarzenbach hat 1984 dem Schweizerischen Sozialarchiv seine persönlichen Unterlagen aus der Zeit der Überfremdungsinitiative überlassen. Der neun Laufmeter umfassende Bestand beinhaltet die umfangreiche Korrespondenz Schwarzenbachs aus der Zeit seiner aktiven politischen Karriere, Zeitungsartikel und Propagandamaterial zur Schwarzenbach-Initiative, Akten zu Schwarzenbachs parteipolitischer und parlamentarischer Tätigkeit, Vorträge, Reden und Rezensionen sowie Unterlagen zu mehreren Gerichtsprozessen, in die Schwarzenbach verwickelt war. 1986 wurde der Bestand ergänzt durch die Akten der Republikanischen Bewegung, die Schwarzenbachs Sekretär und spätere SVP-Nationalrat Ulrich Schlüer ablieferte. Diese umfangreichen Unterlagen sind öffentlich und können vor Ort eingesehen werden. Seit 2020 ist auch das Tagebuch von James Schwarzenbach vor 1945 zugänglich. Es befindet sich im Archiv für Zeitgeschichte der ETH-Zürich. Es enthält private Notizen und war zunächst gesperrt. Dokumente und Akten finden sich auch im Schweizerischen Bundesarchiv in Bern sowie im Stadtarchiv Zürich. Mehrere dieser Dokumente sind in einem Artikel des Tages-Anzeigers vom 6. Juni 2020 abgedruckt.

## Werke
- Der Dichter zwiespältigen Lebens François Mauriac. Benziger Verlag, Einsiedeln 1938.
- Schultheiss von Steiger. Ein historisches Schauspiel in fünf Akten. Sauerländer, Aarau 1943(?).
- Die Stunde des Bürgertums. Thomas-Verlag, Zürich 1953.
- Dolch oder Degen. Ein Kaleidoskop unserer Zeit. Zürich 1964.
- Der Regimentsarzt. Roman aus dem Engadin. Thomas-Verlag, Zürich 1965.
- Die Überfremdung der Schweiz, wie ich sie sehe. Verlag der Republikaner, Zürich 1974.
- Im Rücken das Volk. Thomas-Verlag, Zürich 1980.

## Dokumentarfilme
- Thomas Buomberger: Ausländer raus – James Schwarzenbach und die Überfremdung. Schweizer Fernsehen, 2005. Inhaltsverzeichnis (Memento vom 18. April 2013 im Webarchiv archive.today).
- Beat Bieri: Gegen das Fremde – Der lange Schatten des James Schwarzenbach. DOK, SRF 1 vom 16. Oktober 2014 (YouTube)